# Aratinga
Aratinga là một chi chim trong họ Psittacidae.

## Hình ảnh

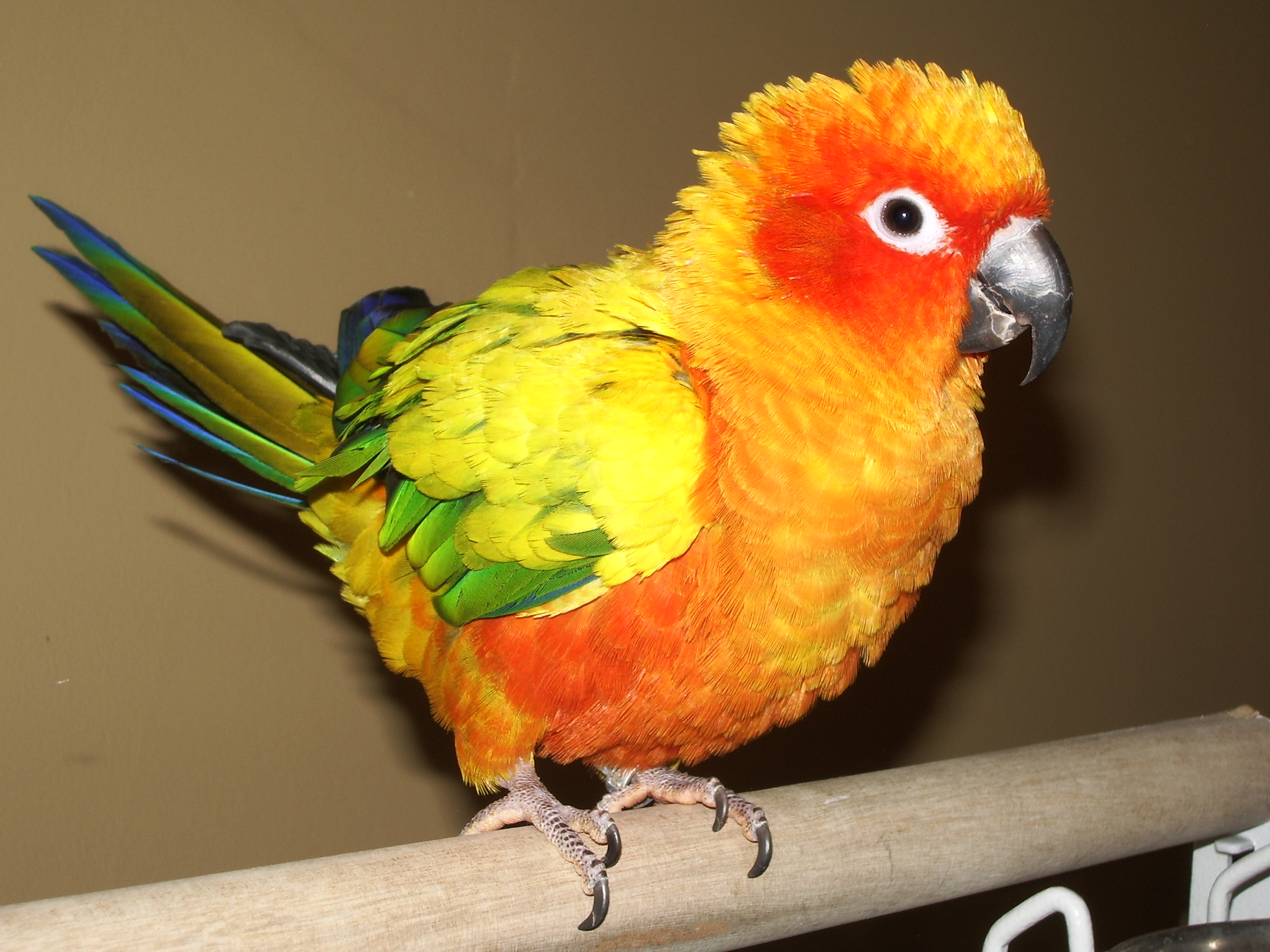
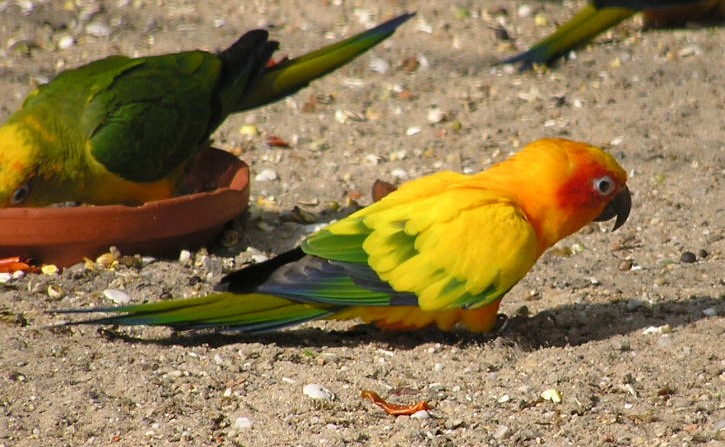
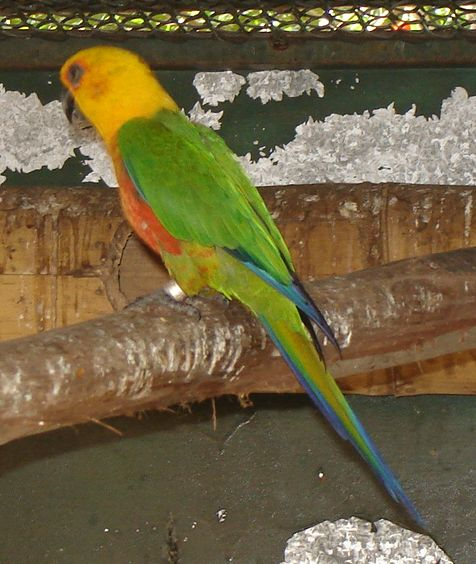